# Municipio de Dean (Pensilvania)
El municipio de Dean (en inglés: Dean Township) es un municipio ubicado en el condado de Cambria en el estado estadounidense de Pensilvania. En el año 2000 tenía una población de 408 habitantes y una densidad poblacional de 7.6 personas por km².

## Geografía
El municipio de Dean se encuentra ubicado en las coordenadas 40°38′00″N 78°29′29″O / 40.63333, -78.49139.

## Demografía
Según la Oficina del Censo en 2000 los ingresos medios por hogar en la localidad eran de $30,313 y los ingresos medios por familia eran $34,167. Los hombres tenían unos ingresos medios de $30,500 frente a los $21,875 para las mujeres. La renta per cápita para la localidad era de $14,141. Alrededor del 10,4% de la población estaban por debajo del umbral de pobreza.